# Ciocănești (Suceava megye)
Ciocănești település Romániában, Bukovinában, Suceava megyében.

## Fekvése
Az Aranyos Beszterce (Bistrita) völgyében, Iakobeni és Cârlibaba közt fekvő település, amelyeket a DN18-as út köt össze.

## Leírása
Ciocănești falu lakóházai szinte teljesen fából épültek, és több épület homlokzatán festett díszítés látható.
A falu néptáncegyüttese megyeszerte híres.